# Botticino
Botticino est une commune italienne de la province de Brescia, dans la région Lombardie.
La commune est connue pour le marbre Botticino (ou pierre de Botticino), un marbre beige réputé. La commune lui a consacré un musée. 
Elle abrite également la société productrice de vins de Lombardie, Botticino D.O.C.

## Administration
| Période                                  | Période | Identité      | Étiquette | Qualité |
| ---------------------------------------- | ------- | ------------- | --------- | ------- |
| 2004                                     | 2014    | Mario Benetti | PD        |         |
| Les données manquantes sont à compléter. |         |               |           |         |

### Hameaux
- San Gallo

### Communes limitrophes
- Brescia, Nave, Nuvolera, Rezzato et Serle